# Григорович, Иван Иванович
Ива́н Ива́нович Григоро́вич (1792, Пропойск, Российская империя — 1852) — русский археолог, историк, археограф, священник, собиратель рукописей по истории Беларуси. Принадлежал к «западнорусскому» историческому направлению. Отец российского историка и библиографа Николая Ивановича Григоровича (1835—1889).

## Биография
Родился в городе Пропойск Могилёвской губернии (сейчас город Славгород Могилёвской области Беларуси). В 1819 году И. И. Григорович со степенью кандидата окончил Санкт-Петербургскую духовную академию, затем находился на должности ректора училищ в Витебске и Гомеле, позднее — служил придворным протоиереем. С 1837 года состоял членом Археографической комиссии, в составе которой издал первое белорусское археографическое собрание источников — «Белорусский архив древних грамот» (ч.1, Москва 1824; ч.2-я обнаружена в рукописном состоянии в 1958 году). Основной труд, изданный И. И. Григоровичем по белорусской истории и археографии — 5-томные «Акты, относящиеся к истории Западной России…»(СПб, 1843-53), в которых собраны уникальные документы по истории Беларуси, Литвы и Украины XIV—XVII столетий. Был также автором духовной литературы, написал «Исторические сведения о жизни Святого Митрофания» (СПб, 1832).
Похоронен на Волковском православном кладбище. Могила утрачена.

## Труды
- Исторический и хронологический опыт о посадниках новгородских : из древних русских летописей. М., 1821. Автор в книге не указан[5].
- Белорусский архив древних грамот. М., 1824.
- Исторические сведения о жизни святого Митрофана. СПб., 1832.
- Переписка пап с российскими государями в XVI в. СПб., 1834.
- Акты, относящиеся к истории Западной России, собранные и изданные Археографической комиссией. В 5 т. Т.5. 1633—1699. 1853.
- Сочинения духовного содержания. СПб., 1862.
- Собрание сочинений Георгия Конисского. СПб., 1835.